# Découverte de la pénicilline
La découverte de la pénicilline est attribuée au médecin et scientifique britannique Alexander Fleming, qui est le premier à démontrer que la moisissure Penicillium notatum produit une substance antibactérienne. Il est le premier à isoler et à concentrer cette substance qu'il nomme « pénicilline ». Le développement et la production à grande échelle de la pénicilline ont ensuite lieu aux États-Unis dans un contexte de Seconde Guerre mondiale.

## Dupenicilliumà la pénicilline
L'analyse comparative d'échantillons de plaque dentaire de Néandertaliens par une équipe de l'Université d'Adélaïde suggère que le penicillium, la moisissure à la base de la pénicilline, était déjà employée il y a plus de 40 000 ans.

## Découverte

### Découverte accidentelle par Alexander Fleming

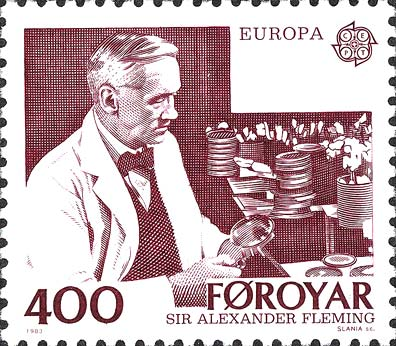
Sir Alexander Fleming – timbre des îles Féroé

En 1928, Alexander Fleming, revient de vacances et reprend ses activités dans son laboratoire du Saint-Mary's Hospital à Londres. Il constate que parmi les milieux de culture où il fait pousser des cultures de staphylocoques, plusieurs colonies de champignons se sont développées et ont empêché la présence de ses staphylocoques.
Il isole le champignon et identifie Penicillium notatum appartenant à son voisin de paillasse, un jeune mycologue irlandais, Charles J. Latouche, qui travaille sur cette moisissure, entraînant des allergies chez les patients asthmatiques.
Il découvre également que la pénicilline permet d'éliminer d'autres bactéries : des streptocoques, des méningocoques et le bacille de la diphtérie. Il pense alors que la pénicilline pourrait servir de potentiel antiseptique local.
Fleming publie ses résultats en 1929 dans le British Journal of Experimental Pathology.

### Tentatives de développement
Fleming tente également de purifier Penicillium, mais sans succès en raison de l'instabilité du produit. Il envoie même à qui le demande des souches, sans que d'autres ne parviennent à une purification.
La toute première utilisation réussie de la pénicilline remonte à novembre 1930, lorsque le pathologiste Cecil George Paine à Sheffield parvient à guérir, grâce à des extraits de moisissures de pénicilline, l'ophtalmie d'un nouveau-né, le sauvant ainsi de la cécité à vie.
L'intérêt envers la pénicilline diminue dans les années 1930, dans un contexte où les sulfamides récemment découvertes et commercialisées permettent de soigner des infections bactériennes.
Fleming se désintéresse peu à peu des applications thérapeutiques de sa découverte et utilise surtout les extraits de ce Penicillium pour fabriquer des milieux sélectifs. Cependant il prouve que la pénicilline n'est pas nocive pour l'animal et suggère de l'utiliser comme antiseptique c’est-à-dire un désinfectant appliqué sur la peau, à l'extérieur du corps, mais aussi en injection.
Quelques essais cliniques thérapeutiques sont tout de même effectués, sans grand succès. La découverte de Fleming intéresse peu de monde. Fleming recherchera d'autres micro-organismes producteurs d'antibiotiques mais ne publie pas ces travaux.

Penicillin G (Benzylpenicillin)

### The Penicillin Project

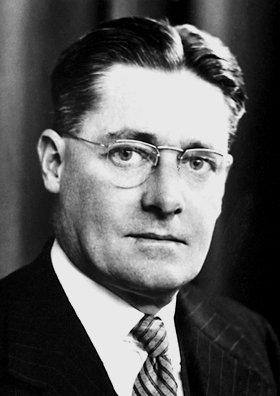
Howard Walter Florey

En 1937, Howard Florey, pathologiste australien, Ernst Chain, biochimiste et pathologiste d'origine allemande, et Norman Heatley (en), biologiste anglais, rassemblent une équipe de scientifiques au sein de l'université d'Oxford. Leur but est de purifier la pénicilline et de tester ses effets. Ils y parviennent en 1939.
Il est cependant difficile de produire de la pénicilline en quantité suffisante pour réaliser des expériences. Des femmes sont donc spécialement employées pour veiller à la production des cultures de pénicilline à l'université ; ces six employées, payées 2 livres sterling par semaine, sont surnommées The Penicillin girls,.
La production locale de pénicilline permet de réaliser des essais cliniques sur des souris. Après avoir inoculé une souche virulente se streptocoques à 8 souris, seules les 4 souris ayant reçu de la pénicilline survivent ; l'équipe publie ses résultats en 1940.
La première personne à recevoir de la pénicilline est une femme atteinte d'un cancer ; elle meurt peu après l'injection de pénicilline, en raison d'une pureté insuffisante du mélange qui lui est administré.
Il est difficile de tester l'efficacité de la pénicilline sur l'être humain, les quantités produites n'étant pas assez importantes. Cela mène en 1941 à la mort d'un policier. Atteint par une infection généralisée provoquée par des streptocoques et des staphylocoques, son état s'améliore significativement après des injections de pénicilline répétées pendant cinq jours. Cependant, la pénurie d'antibiotiques l'empêche de poursuivre un traitement, et il meurt peu après l'arrêt de celui-ci,,.
Plusieurs entreprises pharmaceutiques britanniques se montrent intéressées par la production de pénicilline ; cependant, la Seconde Guerre mondiale conduit Florey et Heatley à poursuivre leurs travaux aux États-Unis. Craignant que leurs échantillons de champignons ne soient volés durant leur voyage vers l'Illinois, ils enduisent leurs manteaux de leur souche de Penicillium notatum.
Les recherches menées aux États-Unis ont pour but de continuer à purifier les souches de Penicillium, mais aussi de trouver des souches qui produisent davantage de pénicilline. Des modifications du milieu de culture sont réalisées, mais l'avancée majeure est due à l'assistante du laboratoire, Mary Hunt, qui achète au marché de Peora un melon moisi, qui s'avère produire six fois plus de pénicilline que la souche originelle d'Alexander Fleming,.
En mai 1943, Florey et son équipe reçoivent assez de pénicilline pour des essais sur des blessés britanniques. Ils se rendent à Alger, où se trouvent les troupes alliées, afin de procéder à des injections.
En 1945, Fleming, Florey et Chain se partagent le prix Nobel de physiologie ou médecine pour leurs travaux sur la pénicilline et son application thérapeutique.

## Autres expériences

### Expériences au Guatemala
Entre 1946 et 1948 des expériences — financées par les autorités américaines — furent menées sur 696 personnes au Guatemala : on leur inocula — à leur insu — la syphilis ou la blennorragie pour évaluer les effets de la pénicilline.

### La « formule Romansky»
La pénicilline est très rapidement excrétée. Pour obtenir un effet retard, Monroe J. Romansky proposa en 1944, avec G. E. Rittman, de la présenter sous forme d'une émulsion dans la cire d'abeille et l'huile d'arachide. On cessa de recourir à cette formulation dans les années 1950, avec l'invention des pénicillines d'hémisynthèse.

## Conséquences
L'utilisation de la pénicilline est considérée comme une avancée médicale considérable,.